# Deventers
Het Deventers (Dèmpters) is het stadsdialect van de stad Deventer en wordt daar voornamelijk gesproken door de autochtone bevolking. Het is onderdeel van het Sallands dat weer deel uitmaakt van het Nedersaksisch.

## Kenmerken
Het Deventers heeft net als het Kampers, Steenwijks, Zwols en Zutphens een brouwende uitspraak van de r, [ʀ]. De ao voor een /r/ wordt waarschijnlijk hierdoor als een öö gerealiseerd (van [ɔː] naar [œː]). Deze brouw-r wordt over het algemeen niet gehoord op het platteland, maar alleen in de stad. In IJsselmuiden wordt deze klank echter wel gehoord. In Deventer laat men de h niet vallen, waar men dat rond Kampen en Zwolle wel doet. Dat deze uitspraak vroeger wèl ook in Deventer bestond, blijkt uit Van Draat (1923) en uit uit het feit dat mannelijke zelfstandige naamwoorden het bepaalde lidwoord den krijgen, net als andere zelfstandige naamwoorden die niet met een klinker beginnen. Een ander kenmerk dat het Deventers van de andere Sallandse varianten onderscheidt is de diftongische uitspraak van de lange klinkers ee, eu en oo waar de rest van West-Overijssel lange monoftongen gebruikt. Dit gebeurt echter niet voor de -r. In Deventer wordt 'kaas' bijvoorbeeld uitgesproken als keejze, beuken als beujkng en koning als koowning. Waar in het oosten van Salland de klinkers in goot, eten en boter kort worden uitgesproken als götte, etten en botter,  gebeurt dit in Deventer met een lange klank: göte, eaten en baoter. Een ander opvallend fonologisch kenmerk van het Deventers is het behouden van de oo, eu en ee in onder andere boek, groen en hij. Bijna geheel Salland heeft de verandering naar oe in boek, de uu in gruun en i'j in hi'j meegemaakt. Het Deventers heeft hier daarentegen de oude klanken bewaard. Nog een verschil met de rest van het Sallands is dat verkleinwoorden met -jen of -ken worden gevormd waar elders in het taalgebied -ie(n) wordt gebruikt. Wel overeenkomstig met de rest van het Sallands krijgen verkleinwoorden in het Deventers een umlaut. Woorden als zochten, stond, gegoten, geroken, etc bevatten geen umlaut: zochen, stond, egaoten en eraoken. De klank in de laatste twee is gerekt. Ook rondom Deventer komt dit voor.
Door de industrialisatie van Deventer in de 19e eeuw trokken veel arbeiders van buiten naar deze stad, waardoor het oorspronkelijke Deventerse dialect grotendeels verdween. De nieuwkomers lieten zelf hun taal achter. De bevolking groeide in de 19e eeuw van 9000 tot 26000 mensen door de industrialisatie. Entjes rapporteerde begin jaren 1970 dat er vroeger wel verschil bestaan moet hebben tussen de verschillende delen van de stad, maar dat dit niet nader aangegeven kon worden. In het Woordenboek van het Deventer dialect uit 1986 staat dat een halve eeuw geleden er twee of zelfs drie verschillende varianten in Deventer waren. In 1986 waren deze verschillen nog nauwelijks te horen. De verschillende klankvormen en klankverschillen waren nog wel te horen maar waren niet meer speciaal aan een wijk gebonden. Winkler meende in 1873 over het Deventers: ''Tegenwoordig hoort men het echte, oorspronkelijke deventersch weinig meer; door den invloed van het nederlandsch en van den hollandschen tongval is het hedendaagsche deventersch zeer verbasterd en verloopen.” Ook W. Draaijer was in de 19e eeuw al bezorgd over de achteruitgang van het oorspronkelijke Deventers. Hij schreef in 1896 dat het aantal vleeseaters schrikbarend was gestegen en de vleiseaters in dezelfde mate gedaald.

## Gebruik
Uit een onderzoek van 2005 bleek dat in 2003 61% van de bevolking van Kampen, Deventer en Zwolle het eigen stadsdialect kon spreken. Het Deventers heeft een eigen woordenboek, het Woordenboek van het Deventer dialect dat werd uitgegeven in 1986. Eerdere versies werden in 1896 en 1936 uitgegeven.